# Консерватизъм
Консерватизмът е политическа доктрина, възникнала след големите обществени сътресения в Европа, предизвикани от Френската революция и последвалите Наполеонови войни. Намира концентриран геополитически израз в решенията на Виенския конгрес, закрепващ посредством сключения Свещен съюз политическата философия на предишното статукво.
Консерватизмът обединява всички, които се противопоставят на революцията и „модернизацията на обществените отношения“, и по същество защитава традиционните аристократични и монархически ценности от епохата на Просвещението, отпреди Великата Френска революция.

## История на политическото учение
Консерватизмът, наред с либерализма и социализма, е едно от основните идеологически направления, формирали политическата мисъл през последните два века. Макар и да изглежда на пръв поглед най-устойчив по своите същностни характеристики, като термин е променял съдържанието си с хода на общественото развитие и политическите конструкти, на които е представлявал опозиция. Веднага трябва да се отбележи, че този малко или повече цялостен светоглед е (или по-скоро би трябвало да е) органически свързан с националните особености на всяка отделна страна, отличавайки се от класическия либерализъм, но особено от социализма и неолиберализма, претендиращи по различни начини за общовалидност. Етимологически консерватизмът се извежда от латинското conservare (запазвам, съхранявам) – необходимостта от признаването на значимостта и защитата на основни за едно общество ценности и механизми, които гарантират неговото съществуване и наложили се с неговото историческо развитие. В този смисъл консерватизъм без традиционализъм е невъзможен. По-точно е да се каже, че това е било така през 19-и и началото на 20 век. Измененията, наблюдавани от края на Втората световна война насетне, показват в действителност едно отдалечаване от идейните извори и парадоксална неадекватност на съвременните „консервативни“ политически формации като християндемократическите партии например. В същото време разглеждането на консерватизма, като се прави дистанция от националната идентичност в отделните конкретни случаи на неговото проявление, говори именно за капитулация пред идеологическите течения, на които той е призван да противостои. Ако днес се говори за „мрачно бъдеще“, то консервативната криза може да се търси не толкова в непригодност към днешната действителност, колкото на отклоненията от естеството.

## Възникване и развитие
За „баща на консерватизма“ като политическа философия се смята ирландският политик Едмънд Бърк (1729 – 1797). Основните линии на неговата концепция са изложени в „Размисли за революцията във Франция“ (1790). Централно място в книгата, призната за първоизточник на консерватизма (в англосаксонския му вариант), представлява критиката на политическия рационализъм. На скептично разглеждане е поставена и основната идея на Просвещението – всесилието на човешкия разум. Предоверяването в човешките способности и атеистичното светоусещане, основано на възгледа за научната основа на прогреса, според Бърк водят до пагубни за обществото последствия. Унищожаването на наложилия се в продължение на векове ред, по който функционира държавата, отричането на мъдростта на предците и антиклерикализмът представляват по същество безсмислен, но опасен бунт срещу богоустановеното мироздание. На политическия радикализъм, водещ след себе си революционното мислене и действие, Бърк противопоставя триединството на религия, морал и политика. Всъщност, като основополагаща характеристика на консервативната концепция в края на 18-и и началото на 19 век се откроява антиутопичното направление, което намира концентриран вид именно в посочената книга на Бърк.

### Англия
Консерватизмът в Англия, впоследствие именуван торизъм, възниква в периода на Реставрацията (1660 – 1688 г.). Основава се на йерархията на хората в обществото, начело на което стои монархът, притежаващ неограничена власт. Славната революция, чиято главна задача е установяването на конституционна форма на управление, довежда до друга формулировка на торизма. Съвременната основа на торизма е суверенитета, закрепен на три съсловия: кралското семейство, камарата на лордовете и камарата на общините.
Историците на консерватизма считат за негови основоположници Ричард Хукър и Едмънд Бърк – водещите ранни теоретици. Маркиз Халифакс одобрява прагматизма на Бърк, а на Дейвид Хюм импонира консервативното недоверие, с което Хукър се отнася към рационализма в политиката.

### Русия
В Русия движението на консерваторите активно се развива през 19 век. Като правило, руските консерватори от това време са против обучение в Европа, въобще против „европеизацията“ на Русия, и против реформи. Въпреки факта, че при император Александър II те губят мястото си в императорския двор, след смъртта му (1881) те успяват да се възстановят. Затова спомагат Полското въстание от 1863 г., „Нечаевщината“, терорът на Народната воля и убийството на Александър II. През втората половина на 19 в. най-влиятелните консерватори са журналистът М. Катков и оберпрокурора на Светия синод К. Победоносцев. Другото име на консерваторите в Русия тогава е славянофили.

### Други страни
В зависимост от държавата, курсът и целите на консервативните политически партии се различават. Както консерваторите, така и либералите се застъпват за частната собственост, в опозиция на комунисти, социалисти и зелени, поддържащи обществената собственост и приемането на закони, изискващи социална отговорност от страна на собствениците. Най-общо, разногласията между консерватори и либерали възникват на основата на въпроси от обществена значимост. Консерваторите не приемат несъответстващо на социалните норми поведение. Дълго време консервативните партии се борят за ограничаване правото на глас на нехристияните, жените и представителите на други раси. Съвременните консервативни партии често се противопоставят на либералите и лейбъристите. За Съединените щати употребата на термина консервативен е специфичен.
Белгия, Дания, Исландия, Финландия, Франция, Гърция, Люксембург, Нидерландия, Норвегия, Швеция, Швейцария и Обединеното кралство успяват да съхранят жизнеспособни консервативните си партии през 80-те години на 20 век. В страни като Австралия, Германия, Израел, Италия, Япония, Малта, Нова Зеландия, Испания и САЩ консервативни партии няма, макар че съществуват партии от десен тип – християндемократи или либерали. В Канада, Ирландия и Португалия десните партии са Консервативната партия на Канада, Фиана Файл (Ирландия), Фине Гейл (Ирландия), Прогресивни демократи (Ирландия) и Социалдемократическата партия на Португалия. Швейцарската народна партия се доближава до десните радикали и не се счита за консервативна.
Клаус фон Байме, разработвайки метод за класификация на партиите, открива, че нито една съвременна партия на Запад не бива да се счита за консервативна, тъй като комунистическите и прокомунистическите партии имат много сходни черти с консерватизма.
В обединената от либерали и радикали Италия, по време на Рисорджименто, именно либералите, а не консерваторите образуват дясна партия. През 1980 г. в Нидерландия консерваторите се обединяват в Християндемократическа партия. Консерватизмът в Австрия, Германия, Португалия и Испания е видоизменен и включен във фашизма или крайнодесни течения. През 1940 г. всички японски партии са обединени в единна фашистка партия. След края на войната, японските консерватори веднага се завръщат в политиката, но по-голямата част от тях са освободени от държавна дейност.
Отсъствието на консерватизъм в Австралия и САЩ Луис Харц счита за резултат на това, че бившите колонии се считат повече за част от либерална, отколкото от радикална Великобритания. Макар Харц да смята, че на англоезична Канада е оказано незначително консервативно влияние, по-късните изследователи заявяват, че именно отхвърлените от американската революция лоялисти разпространяват идеологията на торите в Канада. Харц обяснява консерватизма в Квебек и Латинска Америка като резултат от първите поселения във вид на феодални общини.
В течение на продължителен период консервативен елит управлява латиноамериканските народи. До голяма степен, това е постигнато с помощта на контрол и поддръжка на институции на гражданското общество, църквата и въоръжените сили, отколкото на политически партии. Обикновено църквата се освобождава от заплащане на данъци, а църковните служители са защитени от правно преследване. Там, където консервативните партии са отслабени или не съществуват, консерваторите все повече се уповават на военна диктатура в качеството на предпочитана форма на управление. От друга страна, тези страни, в които елита успява да намери поддръжка за консервативните партии в обществото, достигат до политическа стабилност. Чили, Колумбия и Венецуела тогава са примери за страни със силни консервативни партии. В Аржентина, Бразилия, Салвадор и Перу консерватизмът въобще не съществува. След гражданската война от 1858 – 1863 г., консервативната партия във Венецуела престава да съществува. Чилийската консервативна партия – Националната партия, е разпусната след военния преврат през 1973 г. и не успява да се възроди след завръщането на демокрацията.
Консервативният Национален съюз управлява чрез алианс на бизнес елита, състоящ се от англоезични канадци и католическата църква, провинцията Квебек в периода от 1936 до 1960 г. Това време, наречено Голямата тъмнина, завършва с Тихата революция и партията окончателно се разпада.

#### Албания
Основаната през 1991 г. Демократическа партия на Албания става водещата партия след парламентарните избори в страната през 2005 г. Тя е наблюдател в Европейската народна партия и пълноправен член на Международния демократичен съюз и Центристкия демократичен интернационал. Партията идва на власт и през 1992 г. – първа в историята на демократична Албания.

#### Белгия
Създадена през 1945 г. като Християнска народна партия, партията Християндемократи и фламандци доминира в политиката на следвоенна Белгия. На федералните избори в Белгия през 1999 г. получава второ място след Фламандските либерали и демократи. На федералните избори през 2014 г. получава четвърто място – 18 от 150 места в Камарата на представителите.

#### Бразилия
Националният демократичен съюз е последната консервативна партия в Бразилия при демократичния режим, но през 1965 г., с идването на власт на милитаристите и тяхното правителство, партията престава да съществува. В днешно време личности като философа Олаво де Карвальо се стараят да съхранят консервативните ценности на страната.

#### Гърция
Основната консервативна партия в междувоенния период получава името Народна партия. Оказвайки подкрепа на конституционната монархия, партията отхвърля властта на републиканците. След Втората световна война, на партията се удава да влезе в Обединения национален фронт, който на свой ред идва на власт на основата на антикомунизма и ултранационализма. Получените в подкрепа на партията гласове обаче са анулирани, което подтиква привържениците към създаването на нова партия под ръководството на харизматичния генерал Александрос Папагос. Консерваторите се обявяват против диктаторството на лидерите на крайнодесните партии и, в опит да свалят диктатурата, образуват партията Нова демокрация. Новата партия си поставя следните задачи: да не допусне турската политика на експанзионизъм спрямо Кипър, да възроди и укрепи демокрацията, да установи в страната силно правителство, да позволи на умерените партии да управляват.

#### Дания
Датската Консервативна народна партия е основана през 1915 г. На изборите през 2005 г. партията печели 18 от 179 места в парламента и става партньор в коалицията на либералите.

#### Исландия
Основана през 1926 г. като консервативна партия, през 1929 г. Независимата партия приема днешното си име. От момента на образуването си Независимата партия се сдобива с подкрепата на приблизително 40% от населението. Съчетаваща либерална и консервативна насоченост и поддържаща национализацията, тя е против класовите конфликти. Намирайки се в опозиция в течение на десетилетия, партията приема икономическия либерализъм и участва в протекционистката политика на държавата. За разлика от другите скандинавски консерватори (и либерали), нейна опора винаги е била работническата класа.

#### Канада
Канадските консерватори произлизат от партията на лоялистите (тори), напуснали САЩ след американската революция. Консерваторите, заемащи ключови постове в административни и съдебни учреждения, са наричани Семеен договор в Онтарио и Клика Шато в Квебек. Те затвърждават съществуващото в течение на първите три десетилетия на 19 в. социално-икономическо и политическо разслоение, печелят повече подкрепа от предприемачите и църковния елит в Онтарио и по-малко в Квебек. Джон Макдоналд е водач на движението за обединение на провинциите и по време на пребиваването си като премиер-министър успява да съедини англоговорещата протестантска олигархия и католическото съсловие на Квебек и да съхрани консервативния им съюз.
Консерваторите съчетават идеите на торизма и икономическия либерализъм. Те са за активно правителство и държавна намеса в икономиката. Положението на елита го задължава да оказва подкрепа на по-малко заможните класи. От 1942-ра до 2003 г. партията е известна като Прогресивноконсервативна партия на Канада, през 2003 г. тя се слива с Канадския съюз и оформя новата Консервативна партия на Канада.

#### Колумбия
Колумбийската консервативна партия е основана през 1849 г. и свързва появата си с правителството на Франциско де Пауло Сантандер. Във време, в което термина либерали се използва за описание на политическите сили в Колумбия като цяло, консерваторите започват да говорят за себе си като за консервативни либерали, а опонентите си наричат червени либерали. От 60-те години на 19 в. до днешно време, партията излиза в подкрепа на силно централизирано правителство, на католическата църква, особено в ролята ѝ на защитник на семейните връзки, и е против отделянето на църквата от държавата. Политиката на партията е насочена към равенство на всички хора, правото на частна собственост и противопоставяне на диктатурата. Консервативната партия на Колумбия дълго време е втората по величина партия (след либералната).

#### Люксембург
През 1914 г. е образувана най-влиятелната партия в Люксембург, Християнската народна социална партия. Първоначално тя е считана за дясна, но през 1945 г. приема днешното си име. През 20 в. тя заема водещо място в политиката на Люксембург и има най-много членове.

#### Норвегия
Консервативната партия на Норвегия е сформирана благодарение на управляващата върхушка от държавни дейци и заможни търговци. Целта на партията е борба с популистката демокрация на либералите. С приемането на парламентарна форма на управление през 1884 г., партията губи властта. През 1889 г. е сформирано първото парламентарно правителство, и едва през 30-те години на 20 в. властта се съсредоточава в ръцете на главната политическа партия – лейбъристите.

#### САЩ
В САЩ консерватизмът включва широко разнообразие от политически направления, като финансов, икономически, социален, либерален, религиозен консерватизъм, дори и биоконсерватизъм.
Съвременният американски консерватизъм е наследник на ирландския политик и философ Едмънд Бърк. Президентът на САЩ Ейбрахам Линкълн пише, че „консерватизмът – това е придържането към старото и провереното против новото и непознатото“. Роналд Рейгън, самопровъзгласилият се за консерватор 40-и президент на САЩ, е възприеман като символ на американския консерватизъм.

#### Франция
След Втората световна война голистите оказват поддръжка на френските консерватори, издигайки националистически лозунги като вярност на традициите, ред и обединение на страната. От времето на Втората световна война консерваторите остават главна политическа сила във Франция. Необичаен е фактът, че френската форма на консерватизъм е образувана около личността на Шарл дьо Гол и е сходна с традициите на бонапартизма.

### Същност
Разбира се, тук не може да се говори за произволно подценяване на човешкия разум, а за съмнение в преекспонирането на ролята му въобще. Отхвърлянето на традицията, революционното преустройство на обществото чрез насилствено преразпределение на блага доказва за Бърк неразумността на прекаления рационализъм. Съхраняването на реда и стабилността обаче не е отказ от реформи, стига те да се коренят по зрял начин в тях. Реформаторът трябва да се вписва в алегорията на градинаря, който отстранява появилите се плевели, без да прекроява градината. Следващите редове са особено показателни: „Революцията е промяна в управлението; реформата е корекция на злоупотреба с властта (…) Реформи могат да се осъществяват без да е нужна революция и обратно – революцията не само не премахва задължително злоупотребите с властта, но може и да ги задълбочи.“ Накратко – касае се за опозицията между революционен и еволюционен подход.

### Дефиниции
Дефинирането на консерватизма е трудна задача, понеже за разлика от другите политически течения, той не представлява догматична идеология. От друга страна, консерватизмът се променя с времето и има своите особености в различните държави, обвързани с политическата им история.
„Консерватизмът е политическа философия, разчитаща на еволюционното развитие, запазване на традиционните ценности, йерархичност във всяка организационна структура, скептицизъм относно кардинални промени и експериментални идеи, неприкосновеност на частната собственост, а в повечето случаи и придържане към християнските ценности и морал.“

### Деформации
Консерватизмът, заедно с либерализма, обаче е продукт именно на „Модерната епоха“. Той сам по себе си е средство традиционното да реагира на радикализма на „прогресивните“ идеи не просто чрез опит за запазване на статуквото, а чрез съобразяване с променящата се среда, като целта неизменно остава запазването на ценностите, даващи идентичността на едно общество в неговите национални граници (поне от средата на XIX в.). Ето защо неслучайно по редица свои аспекти, свързани най-вече със социалноикономическата сфера, класическият либерализъм има допирни точки с консерватизма. Не е случаен фактът, че за консервативно мислене след средата на XX в. се определя това, което е било национален либерализъм през XIX и началото на XX в. В наше време често либералният консерватизъм е нищо друго освен либерализма вчера. Едва ли обаче това трябва да бъде основната черта на консервативната политическа мисъл. Горното наблюдение е по-скоро следствие от често пъти безкритичното прилагане на англосаксонския модел без отчитане на националните различия.

## Принципи на традиционния консерватизъм
Следните компоненти до голяма степен са поне външно валидни за консерватизма в западните общества:
1. Човекът е религиозно същество, а религията е основата на гражданското общество.
2. Опитите за бързи и радикални промени (независимо от намеренията) разрушават обществени връзки. Постепенните реформи винаги са за предпочитане пред революционните.
3. Основната цел на едно управление е осигуряването на ред и законност. Нейното постигане е немислимо без реализиране на принципите на върховенството на закона, правото и равенството на всички граждани пред законите.
4. Редът и законността предхождат свободата. Няма свобода там, където няма ред и законност.
5. В добре уреденото общество неизбежно съществуват йерархия, различия и водачество.
6. Политическата власт трябва да бъде ограничена и да няма всеобхватни задачи. Тя трябва да осигурява условия за човешката дейност, а не да предписва нейното съдържание.
7. Частната собственост е предпоставка за свободата и преследването на личното щастие.
8. Социалното неравенство е неизбежно. Нещо повече – то е желателно, защото е резултат от човешката свобода. Всяка уравниловка ограничава човешката свобода, а често пъти и стимулите за действие.
9. Пазарното стопанство е най-добрата икономическа среда за осъществяване на принципа на частната собственост като гарант за човешката свобода.
10. Необходимост от адекватна защита на консервативните принципи, изразяваща се в „консервативна революция“.

След края на Първата световна война, вследствие от избухването на Октомврийската и Ноемврийската революции и последвалата ги Версайска система от договори, държавите, носители на либерализма като политическа философия, налагат нов световен ред. Като класическа консервативна реакция на тези събития, в победена Германия възниква терминът „консервативна революция“, като реакция на либерализма, социализма, болшевизма и комунизма. В резултат на тази нова тенденция в консерватизма възникват редица нови правни понятия, сред които „правова държава“ и „социална държава“, дефинирани от немската правна школа. Редом с първите девет принципа на класическия консерватизъм, необходимостта от дейна защита от посегателства на консервативните принципи, завършва класическата политическата философия на консерватизма в своеобразен „консервативен декалог“ на съвременната епоха.
Тази най-нова тенденция в консерватизма е доведена до своя край с въведеното от Карл Шмит през 1931 г. правно понятие „права на народа“, като заместител на противното и либерално понятие „права на човека“ (Карл Шмит, „Политически понятия“, 1931 г.).

### Консерватизъм и либерализъм
На практика чрез тези принципи, колкото и точни да са те, се претендира за общовалидност, нещо от което по принцип консерватизмът би трябвало да бъде лишен. Именно по това между него и либерализмът съществува ясно открояваща се разграничителна линия. Консерватизмът изхожда преди всичко от традиционализма на отделната държава, а не от англосаксонските традиционни ценности. Ако през XIX в., след Реставрацията във Франция, обща точка на пресичане на различните консерватизми може да се приеме роялизма, то с течение на времето те започват да варират силно според конкретната страна. Национализмът, особено след Пролетта на народите 1848 г. (до този момент това ново идейно течение се обвързва изключително с либерализма), се превръща постепенно в неотменима част от консервативното мислене. Обединението около милитаризма и националните символи е не по-малко определящо от виждането за свободния пазар и социалното неравенство. От друга страна, степента на религиозност у различните национални консерватори съвсем не е еднаква, но това не прави едните по-малко консервативни от другите.

### Консерватизъм и социализъм
Тук трябва да се отбележи една друга характеристика, която изпъква все повече с течението на времето и за която вече бе споменато. Реагирайки на „прогресивните“ идеи и на развитието на либерализма, консерватизмът не толкова отстъпва, колкото догонва. Това само по себе си представлява необходимост, породена от изискването за адекватна опозиция спрямо радикалните идеи и в перспектива спрямо социализма. Макар протичащите промени в структурата на общество да бъдат приемани като даденост, от която не би могло да се избяга, противопоставянето им от страна на учения с универсалистка същност не притъпява своята острота. Докато частичните преливания и заимствания с либерализма са ясно забележими, от края на XIX в. като идеологически антипод на консерватизма се очертава марксизмът. Опитът човешкото развитие да бъде обяснено индоктринално, по една убедителна схема за търсещите социалнонаучни обяснения, е твърде едностранчиво и представлява своеобразен връх на политическия рационализъм и свързаното с него утопично мислене. Колкото пригаждането към националните движения в потока на либерализма е приемливо, толкова по-отблъскваща за консерватора е пропагандираната пролетарска революция. Именно защото на двата полюса се намират възгледите за еволюционно и революционно развитие на общественото устройство, консерватизмът може да бъде определен като догонващ. С радикализирането и засилването на влиянието на „прогресивните идеи“ и измерението на консервативно отреагиране за защита на традиционализма се изменя.

### Консерватизъм и модернизъм, космополитизъм, глобализъм
Епохата на глобализма е такова предизвикателство за консервативното национално мислене именно поради претенциите за „общочовешка валидност“ и всеобхватност. Трудно могат да бъдат приети за изразители на консерватизма партии и въобще политически кръгове, които пропагандират създаването и утвърждаването на мултикултурно общество, в което ценности, формирани в продължение на дълги векове, са подложени на непрекъсната и съвсем директна атака. Неоконсерватизмът по своята същност представлява до голяма степен отказ от тяхното запазване и налагането на нова парадигма. По-кратко казано, не само либерализмът, но и консерватизмът има днес съвсем различно звучене в сравнение с класическия си вариант. В този смисъл едно автентично консервативно мислене би следвало да се стреми към съхраняването не на идейното съдържание на днешното status quo, а на обръщане към това на status quo ante – към предишните ценности, на които единствено може да се основава традиционализмът.
След предизвикания световен катаклизъм от Първата световна война и последвалата Октомврийска революция в Русия, в Германия, с оглед на особения ѝ път, възниква и реакцията на „консервативните революционери“ срещу установения нов световен ред по силата Версайската система от договори.